# Angie Craig
Angela Dawn Craig (nacida el 14 de febrero de 1972), más conocida como Angie Craig es una política estadounidense, periodista jubilada y ex empresaria. Miembro del Partido Demócrata-Campesino-Laborista (DFL), se ha desempeñado como representante de Estados Unidos por 2.º distrito congresional de Minnesota desde 2019. Nacida y criada en Arkansas, Craig trabajó en periodismo y comunicaciones corporativas. Se mudó a Minnesota en 2005 y postuló por primera vez para el Congreso en 2016, perdiendo por poco ante Jason Lewis, a quien derrotó en su revancha de 2018.
Craig es la primera miembro abiertamente LGBT+ del Congreso de Minnesota, y la primera madre lesbiana en servir en el Congreso. El 29 de abril de 2025, anunció su candidatura al Senado de los Estados Unidos en las elecciones de 2026 para suceder a Tina Smith.

## Biografía
Craig nació en West Helena, Arkansas, en 1972. Se graduó de Nettleton High School en Jonesboro, y obtuvo una licenciatura en periodismo de la Universidad de Memphis.  Después de la universidad, Craig hizo una pasantía en The Commercial Appeal y se convirtió en reportera a tiempo completo. Vivió en Londres de 2002 a 2005, y trabajó en St. Jude Medical en recursos humanos y comunicaciones de 2005 a 2017.
En 2020, Craig se mudó a Prior Lake, Minnesota, después de vivir en Eagan, Minnesota, durante casi 10 años. Ella y su esposa, Cheryl Greene, se casaron en 2008 y tienen cuatro hijos, que eran adolescentes cuando ella se presentó por primera vez al Congreso en 2016.

## Carrera política

### Cámara de Representantes de los EE. UU.

#### 2016

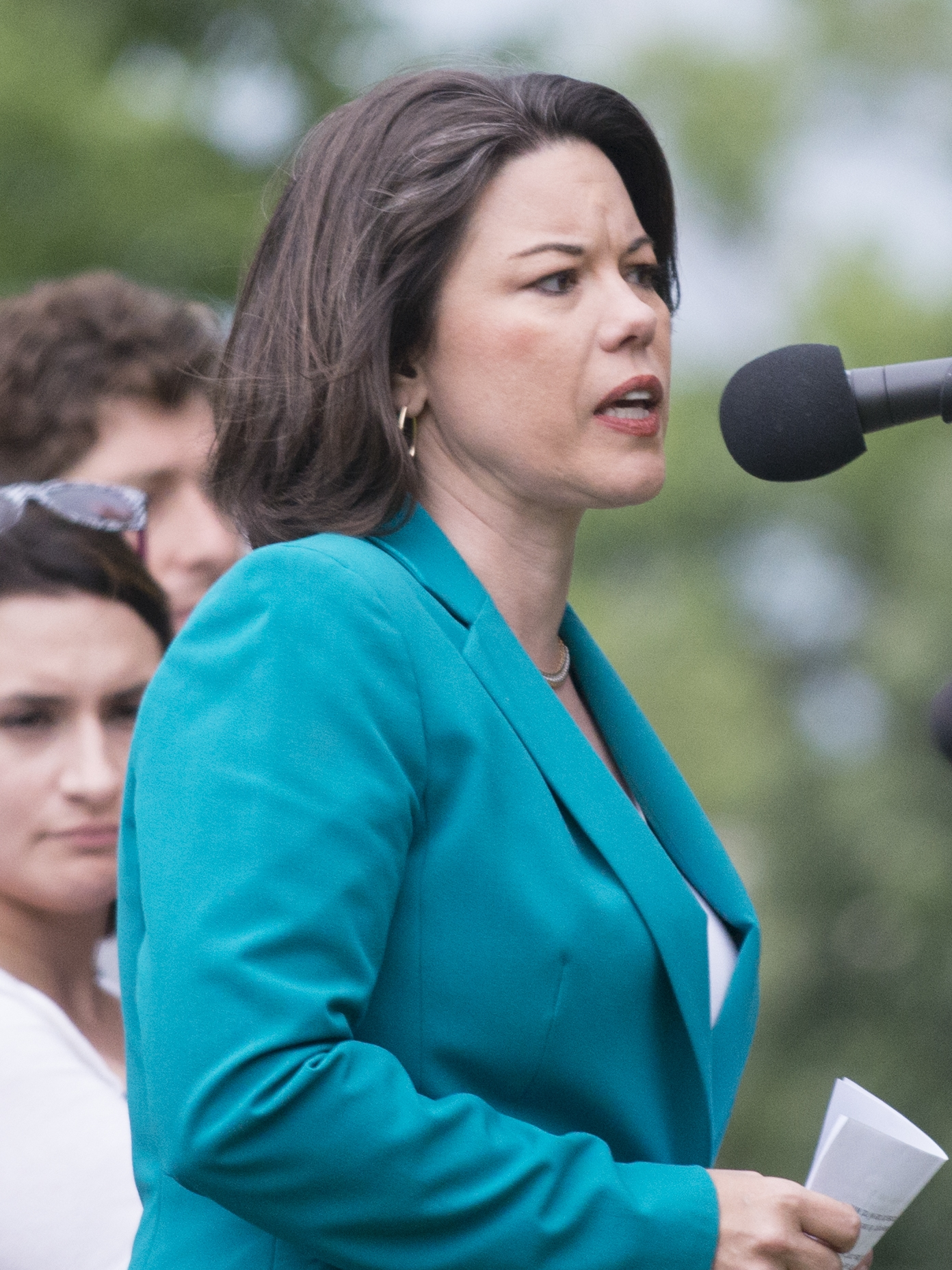
Angie Craig en 2016

En 2016, Craig se postuló para la Cámara de Representantes de los Estados Unidos en 2.º distrito congresional de Minnesota. Ella anunció su candidatura antes de que el actual presidente republicano John Kline anunciara su retiro. No encontró oposición en las primarias demócratas. En las elecciones generales, se enfrentó al ex presentador de un programa de entrevistas conservador Jason Lewis. Perdió por menos de 7000 votos.

#### 2018
Craig buscó una revancha con Lewis en 2018. Al igual que en 2016, no tuvo oposición en las primarias demócratas. En las elecciones generales, derrotó a Lewis, quien según analistas, sus opiniones —ese año afirmó: «Si no quieres tener un esclavo, no lo tengas, pero no le digas a otras personas que no pueden tenerlo».— le hicieron perder.
Craig es la primera madre abiertamente lesbiana elegida para el Congreso, la primera mujer elegida en el segundo distrito de Minnesota y la primera persona abiertamente gay elegida para el Congreso de Minnesota. Recibió el 52,6% de los votos, ganando tres de los seis condados del distrito. Cuando asumió el cargo el 3 de enero de 2019, se convirtió en la primera miembro del DFL en representar a este distrito desde que se reconfiguró como distrito suburbano del sur en 2003.

#### 2020

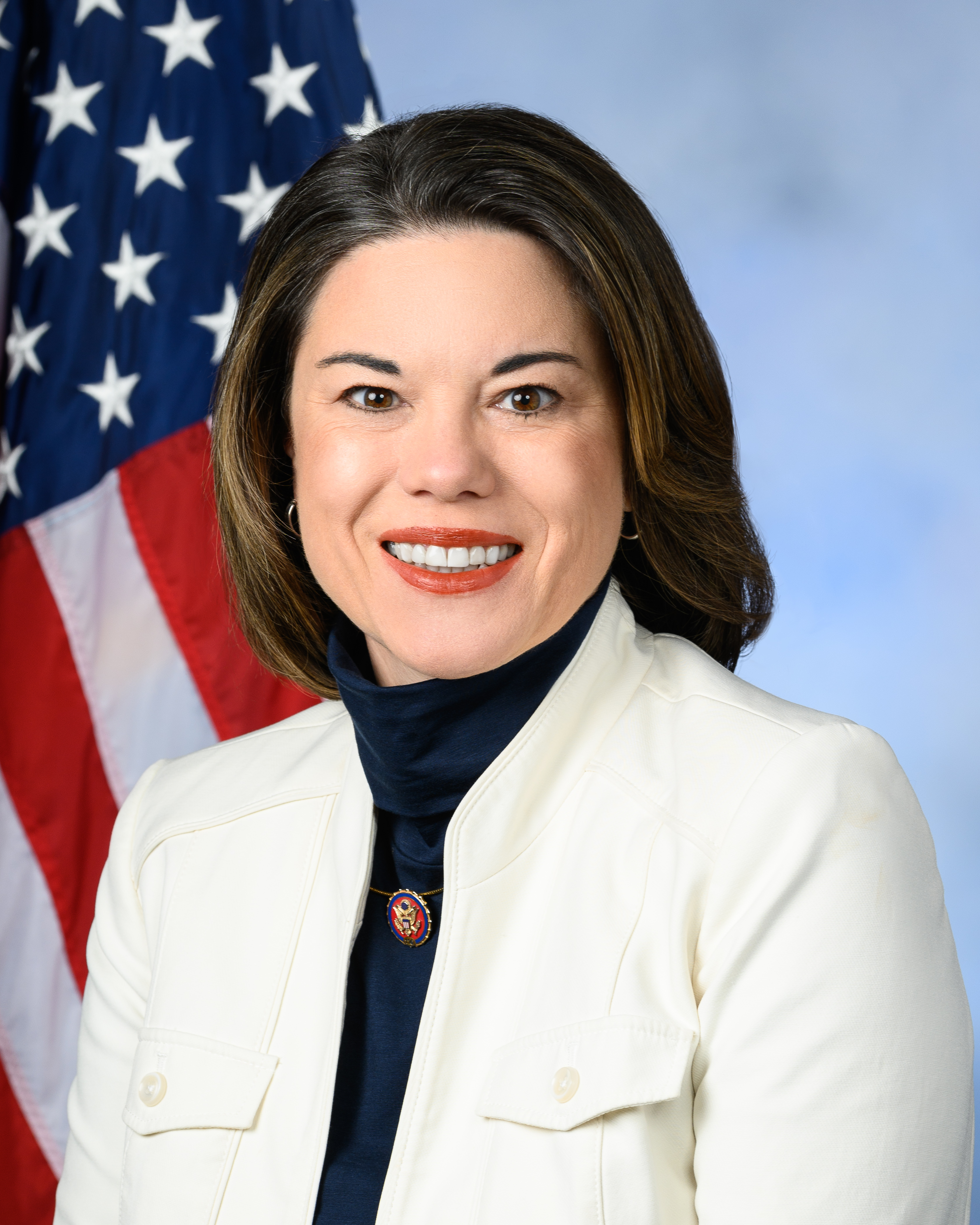
Craig en 2020

Adam Weeks, candidato del partido Legal Marijuana Now, dijo que el Partido Republicano le ofreció 15 000 dólares para postularse al Congreso por el segundo distrito con el fin de "quitarle votos" a Craig. Líderes de destacados grupos pro-legalización de la marihuana, Minnesotans for Responsible Marijuana Regulation, Sensible Change Minnesota y Minnesota NORML, calificaron la estrategia de "inadmisible".
A finales de septiembre, Weeks murió de una sobredosis de drogas. La ley de Minnesota exige una elección especial si un candidato de un partido importante muere dentro de los 79 días previos al día de la elección. La ley se promulgó para evitar que se repitieran las circunstancias de las elecciones al Senado de Estados Unidos de 2002, en las que el titular Paul Wellstone murió 11 días antes de las elecciones generales. Dado que el Partido Legal Marihuana Ahora era un partido importante en Minnesota (debido a que su candidato para auditor estatal en 2018 ganó el cinco por ciento de los votos), la carrera por el 2.º Distrito se pospuso hasta el 9 de febrero de 2021.
Craig presentó una demanda para mantener las elecciones el 3 de noviembre, argumentando que el requisito de una elección especial podría dejar al segundo distrito sin representación durante casi un mes y también violaba la ley electoral federal. El candidato republicano Tyler Kistner se unió al Secretario de Estado de Minnesota como acusado. El juez federal que escucha el caso falló a favor de Craig, señalando que la ley electoral federal prohíbe cambiar la fecha de las elecciones a la Cámara de Representantes en todas las circunstancias, salvo en algunas pocas. Kistner apeló ante el Tribunal de Apelaciones del Octavo Circuito, que también se puso del lado de Craig. El tribunal de apelaciones sostuvo que la muerte de un candidato de un partido con "modesta fuerza electoral" no podía justificar el aplazamiento de las elecciones. Después de que la apelación de Kistner ante la Corte Suprema fue rechazada, se autorizó que las elecciones continuaran según lo programado el 3 de noviembre. Craig ganó por un estrecho margen.

#### 2022
En las elecciones de 2022, Craig derrotó al candidato republicano Tyler Kistner en una revancha de las elecciones de 2020, con el 51% de los votos frente al 46% de Kistner.

#### 2026
El 29 de abril de 2025, Craig anunció que se postularía para el escaño en el Senado de los Estados Unidos que dejaría vacante Tina Smith. La vicegobernadora Peggy Flanagan también se postula para la nominación demócrata. Craig había sido considerado un serio contendiente en la carrera durante meses antes de anunciar su candidatura.

### Posiciones políticas
Craig ha sido descrita y autoidentificada como una demócrata moderada centrista.  Según la Escuela de Políticas Públicas McCourt de la Universidad de Georgetown, Craig obtuvo un índice bipartidista de 0,3 en el 116.º Congreso de los Estados Unidos en 2019, lo que la colocó en el puesto 114 entre 435 miembros.
Durante la presidencia de Donald Trump, Craig votó en línea con la posición declarada de Trump el 5,5% de las veces. En el 117º Congreso, votó en línea con la posición declarada de Joe Biden el 100% de las veces. Craig rompió con la administración Biden con mayor frecuencia en 2023, votando en línea con las posiciones del presidente el 70,6% de las veces, la cuarta tasa más baja de cualquier miembro de la Cámara en el caucus demócrata.
El 6 de julio de 2024, Craig pidió que Biden no se presentara a la reelección. Ella fue la primera miembro del distrito electoral en hacerlo. En 2025, Craig fue uno de los 46 demócratas de la Cámara de Representantes que se unieron a todos los republicanos para votar a favor de la Ley Laken Riley.